# Elatomorpha deserticola
Elatomorpha deserticola är en stekelart som beskrevs av Zerova 1970. Elatomorpha deserticola ingår i släktet Elatomorpha och familjen gropglanssteklar.
Artens utbredningsområde är Turkmenistan. Inga underarter finns listade i Catalogue of Life.